# Cerro Ilampu
Cerro Ilampu är ett berg i Bolivia.   Det ligger i departementet La Paz, i den centrala delen av landet, 400 km nordväst om huvudstaden Sucre. Toppen på Cerro Ilampu är 4 900 meter över havet.
Terrängen runt Cerro Ilampu är huvudsakligen bergig, men söderut är den kuperad. Runt Cerro Ilampu är det tätbefolkat, med 276 invånare per kvadratkilometer.. 
Trakten runt Cerro Ilampu består i huvudsak av gräsmarker.